# Extinction (film, 2018)
Pour les articles homonymes, voir Extinction.
Pour plus de détails, voir Fiche technique et Distribution.
Extinction est un film américain réalisé par Ben Young, sorti en 2018.

## Synopsis
Peter, ingénieur et père de famille ordinaire, est poursuivi par des visions d'invasion alien, ce qui lui pose des problèmes relationnels avec sa femme notamment. Il consulte en psychiatrie afin de s'en débarrasser, mais il découvre qu'un autre patient souffre des mêmes symptômes que lui et fait les mêmes rêves.

## Fiche technique
- Titre : Extinction
- Réalisation : Ben Young
- Scénario : Spenser Cohen, Brad Kane et Spenser Cohen
- Musique : The Newton Brothers
- Photographie : Pedro Luque
- Montage : Matthew Ramsey
- Production : David Hoberman et Todd Lieberman
- Société de production : Good Universe, Mandeville Films et Universal Pictures
- Société de distribution : Netflix
- Pays :  États-Unis
- Genre : Action, drame, science-fiction et thriller
- Durée : 95 minutes
- Dates de sortie : 27 juillet 2018

## Distribution
- Michael Peña (VF : Pascal Nowak) : Peter
- Lizzy Caplan (VF : Céline Ronté) : Alice
- Amelia Crouch (VF : Lisa Caruso) : Hannah
- Erica Tremblay (VF : Caroline Combes) : Lucy
- Lex Shrapnel (en) : Ray
- Emma Booth (VF : Patricia Piazza) : Samantha
- Lilly Aspell : Megan
- Mike Colter (VF : Bruno Henry) : David
- Israel Broussard (VF : Brice Ournac) : Miles

## Production
Initialement, le film devait être distribué par Universal Pictures au cinéma mais il est finalement sorti directement sur Netflix qui rachète les droits du film,.